# 長蛇座W
长蛇座W是一颗位于长蛇座的米拉变星。它距离地球在75至120秒差距之间，大约375光年。 
研究发现长蛇座W有激烈的水喷发现象，存在一个由灰尘和水蒸气组成的广泛盘状物。这些喷发物覆盖范围在大约10.7天文单位（大约等于土星轨道的距离）到1.2秒差距（247000天文单位，大约等于太阳系奥尔特云的距离）。